# Cīravas pagasts
Cīravas pagasts er en territorial enhed i Aizputes novads i Letland. Pagasten havde 1.285 indbyggere i 2010 og 1180 indbyggere i 2016 og omfatter et areal på 131,60 kvadratkilometer. Hovedbyen i pagasten er Cīrava.